# Freemason's Tavern
A Freemason's Tavern era uma taverna situada na rua Great Queen, no centro de Londres, na Inglaterra, famosa por ser o lugar onde, em 26 de outubro de 1863, ocorreu a reunião na qual se estabeleceram as bases do futebol atual, a excisão entre o football e o rugby, e se formou a The Football Association (Associação Inglesa de Futebol). O pub foi demolido em 1909 e no local atualmente se encontra o salão de eventos Grand Connaught Rooms.
Participaram da reunião da Freemason's Tavern representantes de diversos colégios onde se praticavam diferentes variantes do desporto hoje conhecido como futebol, com o objetivo de unificar critérios, estabelecer as primeiras normas, e consensuar um nome com o qual o desporto passaria a ser chamado.
Na reunião houve sérias divergências entre as escolas adeptas do uso das mãos (lideradas por Francis Maulle Campbell, tesoureiro da FA e representante do Blackheath FC), e as escolas adeptas do uso da mão exclusivamente aos goleiros (lideradas pela cidade de Harrow).
Não houve acordo entre as duas tendências, e na 6.ª reunião da Freemason's Tavern (em 8 de dezembro de 1863) confirmou-se definitivamente a cisão entre as duas tendências. Os partidários do jogo exclusivo com os pés acordaram ali mesmo as primeiras regras, a adoção do nome football, e a criação da Football Association.
As escolas partidárias do uso das mãos, lideradas pela Escola da Cidade de Rugby, retiraram-se da reunião e estabeleceram as bases do desporto que denominariam "rugby". Em 1871 fundaram a Football Rugby Union, a primeira organização desse desporto.